# Zuidplaspolder

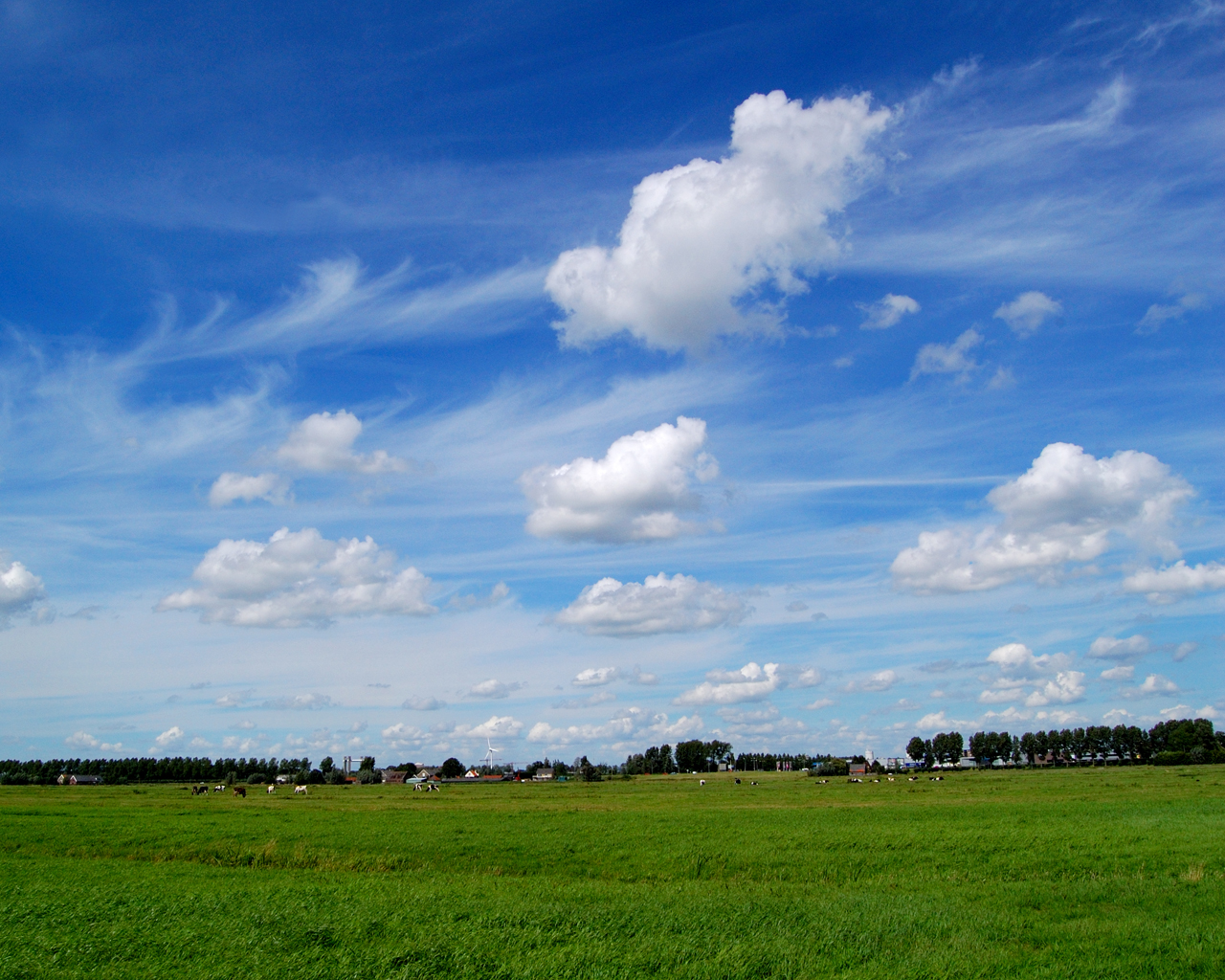
Zuidplaspolder widziany kierunku Moordrecht

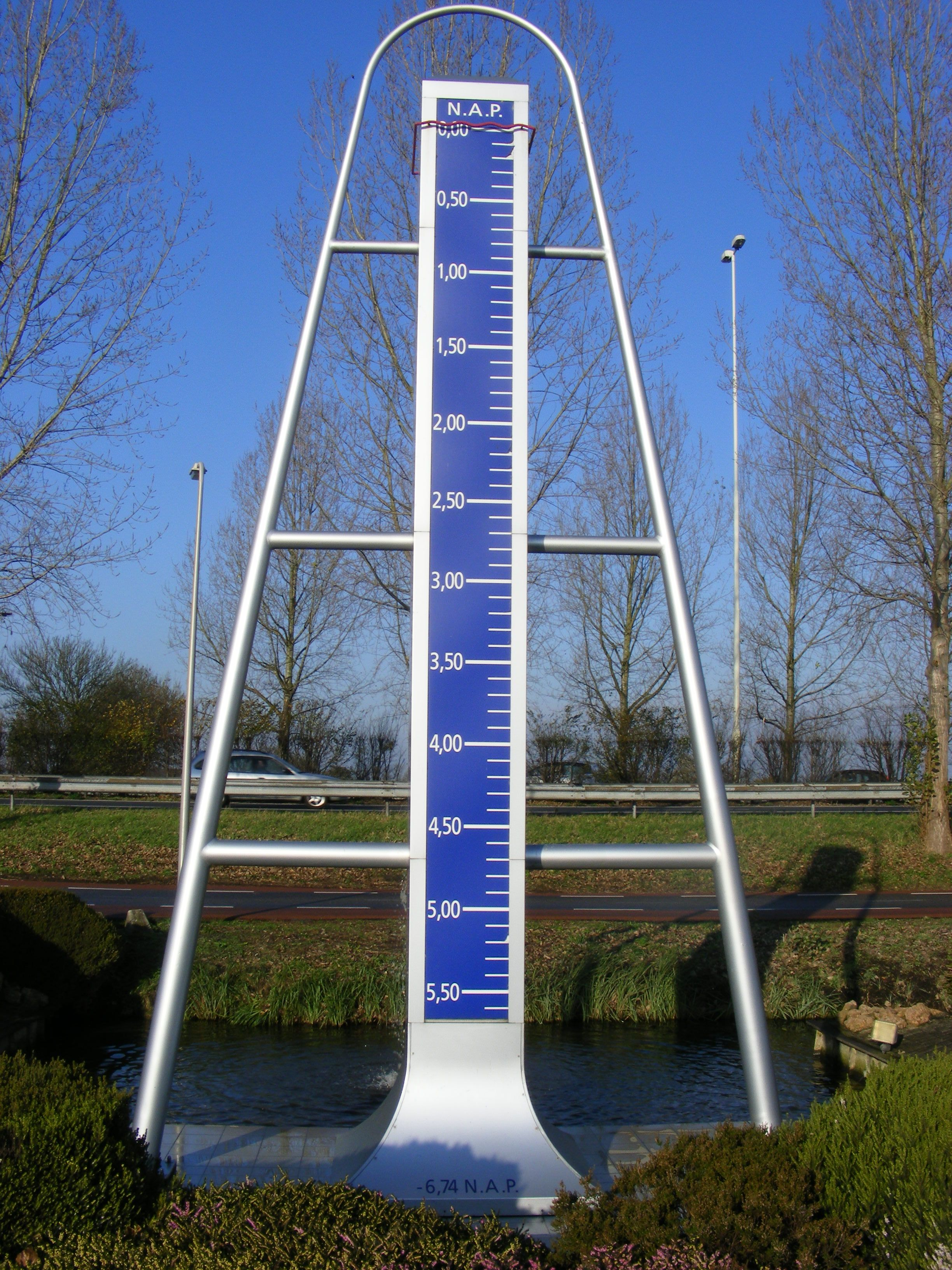
Pomnik najniższego punktu Holandii

Zuidplaspolder – polder w Holandii Południowej, zlokalizowany wzdłuż autostrady A20 w pobliżu miasta Nieuwerkerk aan den IJssel. Polder powstały w XIX w. w wyniku osuszenia jeziora Zuidplas celem eksploatacji pokładów torfu.

## Najniższy punkt Holandii
Na terenie polderu znajduje się najniżej położony punkt w Holandii. W wyniku kampanii pomiarowej z 29 czerwca 1995, poziom najniższego punktu polderu określono na 6,74 m pod NAP, to znaczy pod poziomem Morza Północnego określonego względem układu wysokości Amsterdam (NAP). 1 stycznia 2005 opublikowano korektę do przeprowadzonych pomiarów. Po ponownym wyrównaniu wysokość punktu określono na 6,76 m pod NAP.